# العلاقات الصومالية الليبيرية
العلاقات الصومالية الليبيرية هي العلاقات الثنائية التي تجمع بين الصومال وليبيريا.

## مقارنة بين البلدين
هذه مقارنة عامة ومرجعية للدولتين:
| وجه المقارنة                                              | الصومال                        | ليبيريا      |
| --------------------------------------------------------- | ------------------------------ | ------------ |
| المساحة (كم2)                                             | 637.66 ألف                     | 111.37 ألف   |
| عدد السكان (نسمة)                                         | 14.74 مليون                    | 4.73 مليون   |
| الكثافة السكانية (ن./كم²)                                 | 23.12                          | 42.47        |
| العاصمة                                                   | مقديشو                         | مونروفيا     |
| اللغة الرسمية                                             | اللغة الصومالية، اللغة العربية | لغة إنجليزية |
| العملة                                                    | شلن صومالي                     | دولار ليبيري |
| الناتج المحلي الإجمالي (بليون دولار)                      | 7.37 مليار                     | 2.16 مليار   |
| الناتج المحلي الإجمالي (تعادل القوة الشرائية) بليون دولار |                                | 3.76 مليار   |
| الناتج المحلي الإجمالي الاسمي للفرد دولار أمريكي          | 549                            | 455          |
| الناتج المحلي الإجمالي للفرد دولار أمريكي                 |                                | 842          |
| مؤشر التنمية البشرية                                      |                                | 0.430        |
| رمز المكالمات الدولي                                      | +252                           | +231         |
| رمز الإنترنت                                              | .so                            | .lr          |
| المنطقة الزمنية                                           | ت ع م+03:00                    | 00           |

## منظمات دولية مشتركة
يشترك البلدان في عضوية مجموعة من المنظمات الدولية، منها:
| علم المنظمة | اسم المنظمة                                 | تاريخ انضمام الصومال | تاريخ انضمام ليبيريا |
| ----------- | ------------------------------------------- | -------------------- | -------------------- |
|             | مؤسسة التنمية الدولية                       | 31 أغسطس 1962        | 28 مارس 1962         |
|             | البنك الإفريقي للتنمية                      | ?                    | ?                    |
|             | مؤسسة التمويل الدولية                       | 31 أغسطس 1962        | 28 مارس 1962         |
|             | منظمة حظر الأسلحة الكيميائية                | ?                    | ?                    |
|             | الأمم المتحدة                               | 20 سبتمبر 1960       | 2 نوفمبر 1945        |
|             | الاتحاد الدولي للاتصالات                    | 28 سبتمبر 1962       | 10 أكتوبر 1927       |
|             | منظمة الشرطة الجنائية الدولية               | ?                    | ?                    |
|             | البنك الدولي للإنشاء والتعمير               | 31 أغسطس 1962        | 28 مارس 1962         |
|             | الاتحاد البريدي العالمي                     | ?                    | ?                    |
|             | المركز الدولي لتسوية المنازعات الاستشارية   | 30 مارس 1968         | 16 يوليو 1970        |
|             | مجموعة دول أفريقيا والكاريبي والمحيط الهادئ | ?                    | ?                    |
|             | الاتحاد الأفريقي                            | ?                    | ?                    |
|             | يونسكو                                      | 15 نوفمبر 1960       | 6 مارس 1947          |

## وصلات خارجية
- موقع وزارة الخارجية الصومالية
- موقع وزارة الخارجية الليبيرية